# March (Cambridgeshire)
March es una localidad y parroquia civil de Inglaterra, situada en el condado de Cambridgeshire en la histórica región de la Isla de Ely, en el distrito de Fenland, del cual es su centro administrativo. Se encuentra a la orilla del río Nene. Contaba con 19.042 habitantes (2001). Fue un importante centro ferroviario. 
Originariamente March se situaba en una isla entre las marismas de la región conocida como los Fens. El drenaje de estas marismas posibilitó el posterior desarrollo de la localidad.